# Melville Lutheran Church

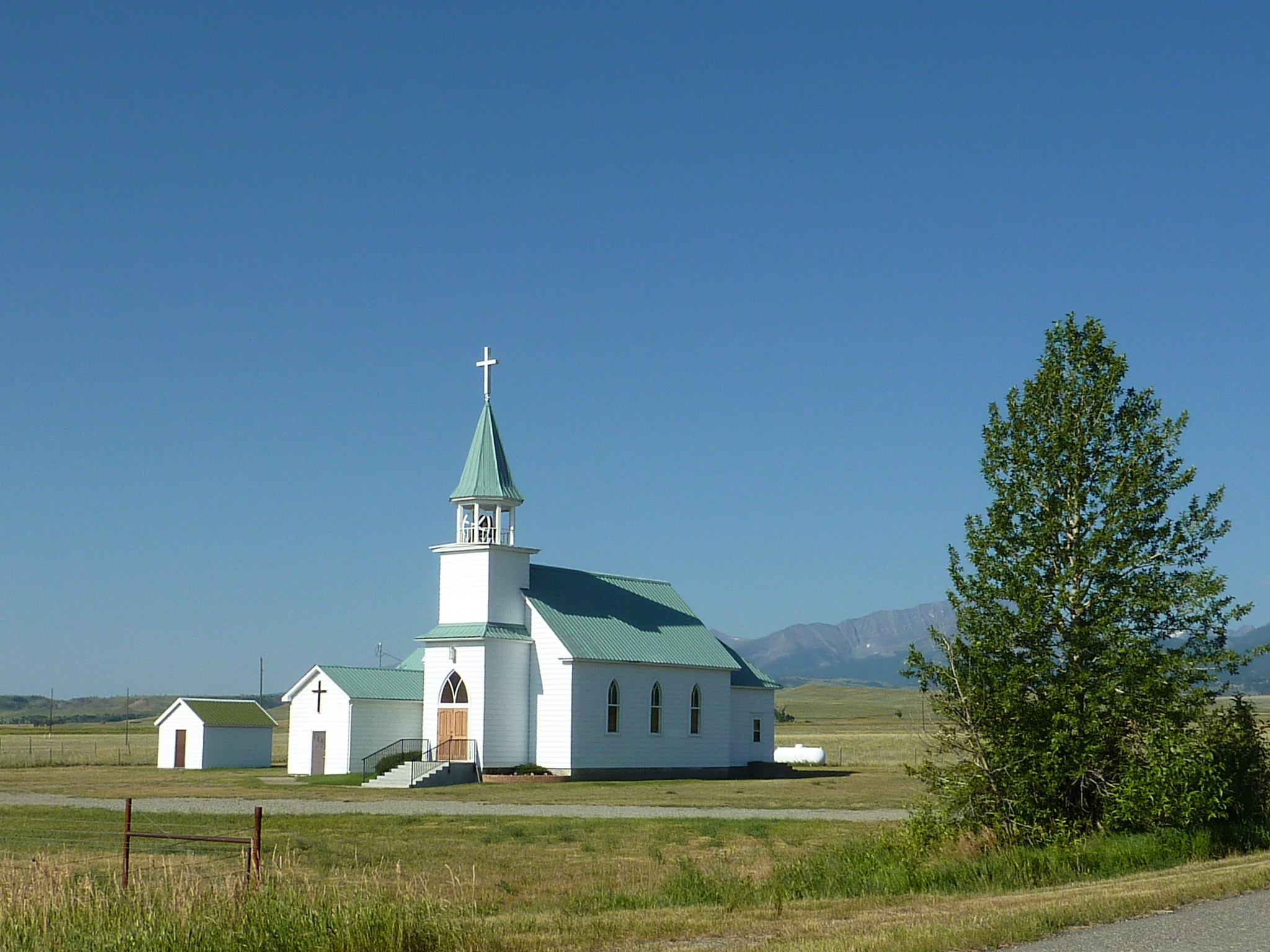
Melville Lutheran Church

Die Melville Lutheran Church ist ein evangelisch-lutherisches Kirchengebäude in Melville (Sweet Grass County) im US-Bundesstaat Montana. Sie gehört zur ältesten lutherischen Gemeindegründung Montanas.

## Geschichte
Um 1880 begannen lutherische Einwanderer aus Norwegen, die sich auf dem fruchtbaren Grasland, das den Crazy Mountains östlich vorgelagert ist, angesiedelt hatten, Hausgottesdienste abzuhalten. Im Oktober wurde durch die norwegische Augustana Synode der Pfarrer Peter I. Reinertson entsandt, der eine kirchliche Organisation aufbaute. Am 26. Oktober 1885 formierte sich die lutherische Gemeinde formell, am 8. November weihte Pfarrer Reinertson den Friedhof. Gottesdienste wurden im örtlichen Schulgebäude gefeiert.
Ein erster Gemeindepfarrer wurde im September 1886 berufen, er verließ die Gemeinde wegen der Abgeschiedenheit im Dezember 1887 jedoch wieder. In der folgenden Pfarrvakanz wurde die Gemeinde 1887 bis 1889 jeweils im Frühjahr von Pfarrer Nordby aus Sims in North Dakota versorgt. 1895 erfolgte der Bau eines eigenen Pfarrhauses. Seit 1910 war die Gemeinde unter der Leitung eines Pfarrers mit der lutherischen Kirchengemeinde von Big Timber vereinigt. Das Pfarrhaus in Melville wurde in der Folge nicht mehr benötigt und verkauft. Der Verkaufserlös wurde genutzt, um mit dem Bau einer eigenen Kirche beginnen zu können. Die Weihe der Kirche erfolgte am 29. November 1914. 1967/68 wurden die Gemeinderäume südlich des Kirchenschiffs angefügt.
Zusammen mit Big Timber bildeten die Lutheraner Melvilles ursprünglich den Peaks of Glory Lutheran Parish, der Mitglied der Evangelisch-Lutherischen Kirche in Amerika (ELCA) war. Im Jahr 2011 hat die Kirchengemeinde in Melville die ELCA verlassen und sich der lutherischen Freikirche Lutheran Congregations in Mission for Christ (LCMC) angeschlossen. Die Kirche diente auch als Drehort für den Spielfilm Der Pferdeflüsterer sowie wurde für das Computerspiel Far Cry 5 digital nachgebildet.